# Nobuyuki Sato (judoka)
Nobuyuki Sato –en japonés, 佐藤 宣践, Sato Nobuyuki– (12 de enero de 1944) es un deportista japonés que compitió en judo. Ganó cuatro medallas en el Campeonato Mundial de Judo entre los años 1967 y 1973.

## Palmarés internacional
| Campeonato Mundial | Campeonato Mundial              | Campeonato Mundial | Campeonato Mundial |
| Año                | Lugar                           | Medalla            | Categoría          |
| ------------------ | ------------------------------- | ------------------ | ------------------ |
| 1967               | Salt Lake City (Estados Unidos) | Medalla de oro     | –93 kg             |
| 1969               | Ciudad de México (México)       | Medalla de bronce  | Abierta            |
| 1971               | Ludwigshafen (RFA)              | Medalla de plata   | –93 kg             |
| 1973               | Lausana (Suiza)                 | Medalla de oro     | –93 kg             |